# Kaprichaur
Kaprichaur – gaun wikas samiti w zachodniej części Nepalu w strefie Bheri w dystrykcie Surkhet. Według nepalskiego spisu powszechnego z 2001 roku liczył on 132 gospodarstw domowych i 634 mieszkańców (304 kobiet i 330 mężczyzn).